# Leucostele deserticola
Leucostele deserticola ist eine Pflanzenart aus der Gattung Leucostele in der Familie der Kakteengewächse (Cactaceae). Das Artepitheton deserticola leitet sich von den lateinischen Worten desertus für ‚Wüste‘ sowie -cola für ‚bewohnend‘ ab und verweist auf das Vorkommen in sehr trockenen Gebieten.

## Beschreibung
Leucostele deserticola wächst strauchig, verzweigt von der Basis aus mit mehr oder weniger aufrechten Zweigen und erreicht Wuchshöhen von 1 bis 1,5 Metern. Die Triebe sind zylindrisch. Es sind acht bis zwölf tief gekerbte Rippen vorhanden, die oberhalb der Areolen auffällig quer gefurcht sind. Die auf ihnen befindlichen Areolen sind mit dunkler – im Neutrieb gelegentlich orangefarbener – Wolle besetzt und stehen bis zu 1,5 Zentimeter voneinander entfernt. Die ein bis drei Mitteldornen sind manchmal gebogen und bis zu 12 Zentimeter lang. Die 15 bis 25 ungleichen, dünn pfriemlichen Randdornen sind dunkler und vergrauen im Alter. Sie weisen eine Länge von 1 bis 1,5 Zentimeter auf.
Die trichterförmigen, weißen Blüten sind 7 bis 8 Zentimeter lang. Ihr Perikarpell und die Blütenröhre sind mit dunkler Wolle besetzt. Die kugelförmigen, grünen Früchte sind wohlschmeckend.

## Verbreitung, Systematik und Gefährdung
Leucostele deserticola ist in den chilenischen Regionen Antofagasta und Atacama auf den Hügeln der Cordillera de la Costa bis in Höhenlagen von 1000 Metern verbreitet.
Die Erstbeschreibung als Cereus deserticola durch Erich Werdermann wurde 1929 veröffentlicht. Boris O. Schlumpberger stellte die Art 2012 in die Gattung Leucostele. Weitere nomenklatorische Synonyme sind Trichocereus deserticolus (Werderm.) Looser (1929), Trichocereus deserticola (Werderm.) Backeb. (1936) und Echinopsis deserticola (Werderm.) H.Friedrich & G.D.Rowley (1974).
In der Roten Liste gefährdeter Arten der IUCN wird die Art als „Least Concern (LC)“, d. h. als nicht gefährdet geführt.

## Nachweise